# Trincadeira

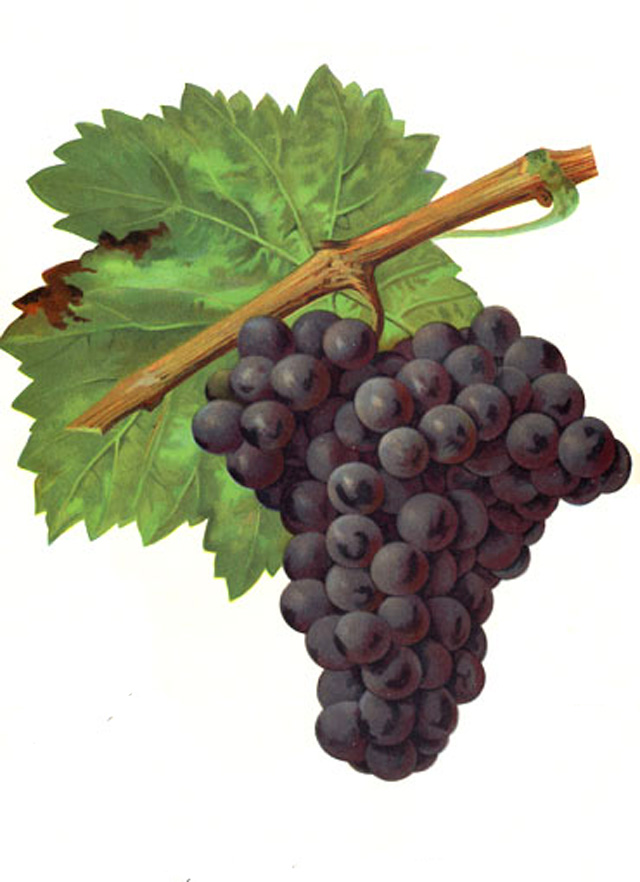
Trincadeira

Trincadeira ist eine in Portugal weit verbreitete Rotweinsorte.

## Herkunft, Abstammung
Die Sorte stammt aus Portugal.
Nach dem Ampelographen Cincinnato da Costa ist 'Tinta Amarela' nicht mit der 'Castelão Francês' (auch 'Periquita' genannt) identisch.

## Verbreitung
Sie wird besonders in den Gebieten Alentejo, Dão und Douro angebaut. Im Rebsortenspiegel von Portugal nimmt die Rebsorte 'Tinta Amarela' mit einer bestockten Rebfläche von 8.463 ha Rang 3 der Roten Sorten ein. Empfohlen ist die Sorte 'Tinta Amarela' in den portugiesischen Subregionen Trás-os-Montes, Beira Interior Norte, Beira Interior Sul, Cova da Beira, Ribatejo, Oeste und Alentejo. Zugelassen ist sie ferner in der Region um den Douro (für den Portwein), in den Regionen Minho und Algarve. Kleine Bestände findet man auch in Südafrika.

## Ertrag
Die sehr ertragsschwache Sorte 'Tinta Amarela' ist anfällig gegen Rohfäule, besitzt aber eine hohe Resistenz gegen Hitze und Trockenheit. Der Name „Amarela“ (=gelb) leitet sich von den Weinranken ab, die sich bei Vollreife der Beeren gelblich färben.

## Wein
Sortenrein ausgebaut erbringt die frühreifende Sorte 'Tinta Amarela' fruchtige Rotweine, denen jedoch die Struktur fehlt. Im Verschnitt gibt sie dem Wein eine schöne Farbe.

## Synonyme
‘Black Alicante’, ‘Black Portugal’, ‘Castelao De Cova Da Beira’, ‘Castico’, ‘Crato Preto’, ‘Crato Tinto’, ‘Espadeiro’, ‘Espadeiro De Setubal’, ‘Espadeiro Do Sul’, ‘Espadeiro Tinto’, ‘Folha De Abobora’, ‘Malvasia’, ‘Malvasia Rey’, ‘Moreto Mortagua’, ‘Mortagua’, ‘Mortagua Preto’, ‘Mourisco Branco’, ‘Mourisco Branco (Noir)’, ‘Mourisco Vero’, ‘Mourteira’, ‘Mourteiro’, ‘Murteira’, ‘Negreda’, ‘Padeiro Bravo’, ‘Portugal’, ‘Preto Martinho’, ‘Preto Rifete’, ‘Rabo De Ovelha Tinto’, ‘Rifete’, ‘Rosete Espalhado’, ‘Rosete Espanhol’, ‘Tinta Amarela’, ‘Tinta Amarella’, ‘Tinta Amerelha’, ‘Tinta Carvallera’, ‘Tinta Manuola’, ‘Torneiro’, ‘Trincadeira Preta’.